# Dimanche à Orly
Dimanche à Orly est une chanson de Gilbert Bécaud, sortie en 1963, écrite par Pierre Delanoë et Gilbert Bécaud. 
Cette chanson est généralement présentée comme un hommage au nouvel aéroport d'Orly dont l'aérogare a été inaugurée deux ans auparavant, mais elle évoque également le sort des classes moyennes qui ne peuvent pas encore s'offrir des voyages en avion.

## Histoire et contexte

### L'aéroport d'Orly
Lorsque Gilbert Bécaud et Pierre Delanoë écrivent la chanson Dimanche à Orly en 1963, l'aérogare sud vient d'être inaugurée deux ans auparavant par le président Charles de Gaulle.
Cette période correspond à l'exploitation commerciale des Sud-Aviation SE 210 Caravelle, un des premiers avions à réaction que beaucoup de Français peuvent venir admirer sur les terrasses d'Orly. À cette époque, trois millions de visiteurs se rendent sur le site.

### Thème
La chanson décrit la vie monotone d’un jeune homme qui vit dans un appartement « tout confort » d'un grand ensemble typique des années 1960 avec ses parents et qui, pour tromper son ennui, le dimanche, s'en va à l'aéroport d'Orly voir décoller les avions, un passe-temps qui ne lui coûte rien et lui permet de rêver à une autre vie : 
« 
Je m'en vais le dimanche à Orly.

Sur l'aéroport, on voit s'envoler

Des avions pour tous les pays.

Pour l'après-midi, j'ai de quoi rêver.
 »
Dans les deux dernières strophes, le narrateur évoque cependant l’espoir d'être, un jour, dans l’un de ces avions...

## Distribution

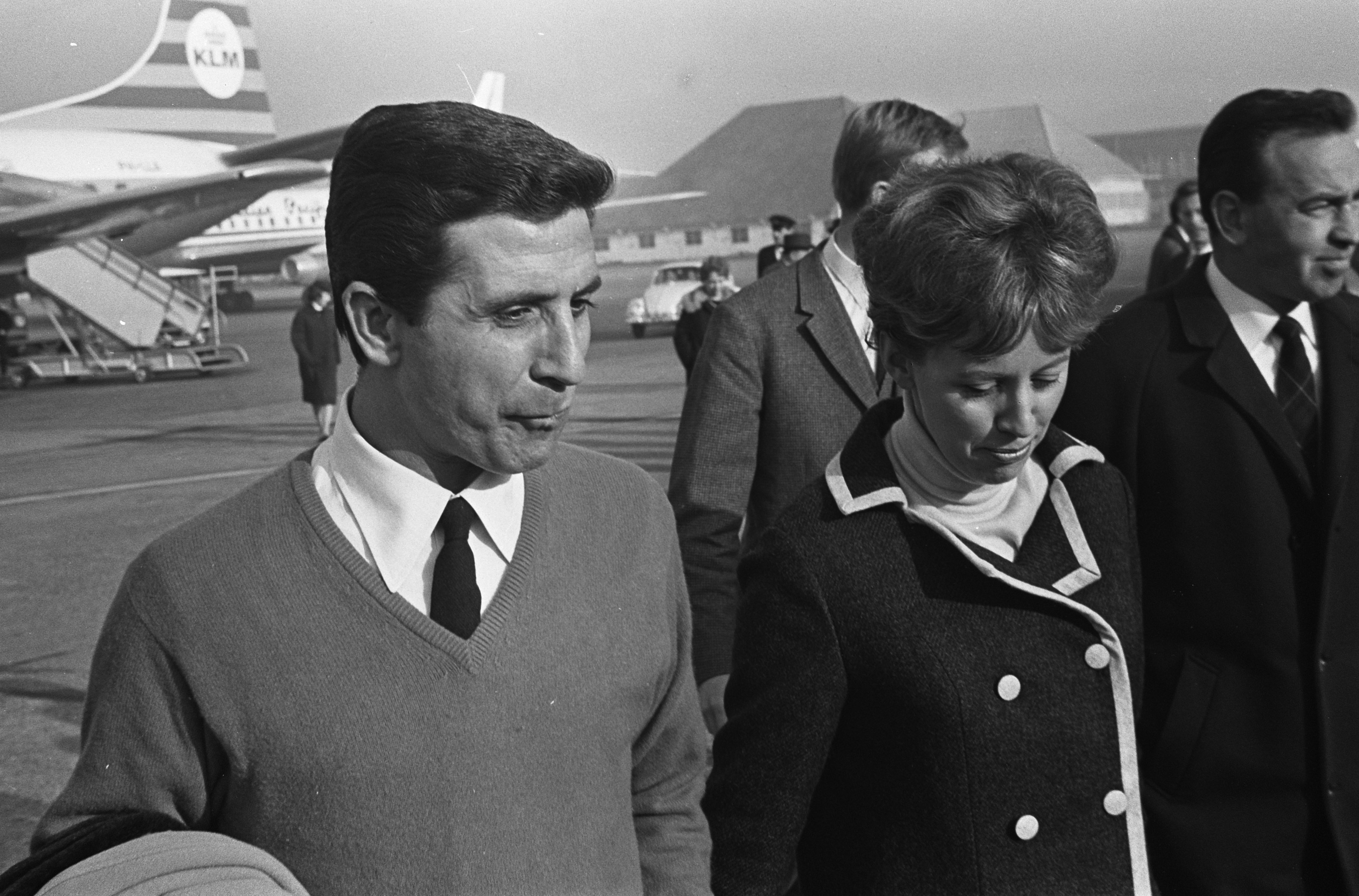
Gilbert Bécaud à l'aéroport de Schiphol en 1965.

En plus du super 45 tours, distribué en 1963, la chanson figure en première position de la face B  de l'album Bécaud à l'Olympia, enregistré le 17 octobre 1963 en direct dans la salle parisienne.

## Influence et postérité
La chanson a popularisé la terrasse panoramique de l’aéroport d’Orly qui, ouverte en partie aux visiteurs, leur permettait d'aller observer les avions. Elle fut fermée en 1975 après un attentat manqué du terroriste Carlos.
Le refrain de la chanson Orly, écrite, composée et interprétée par Jacques Brel, parue dans son dernier album Les Marquises, fait référence à cette chanson : « La vie ne fait pas de cadeau / et nom de Dieu, c'est triste Orly le dimanche / Avec ou sans Bécaud. »